# Сугак Віктор Федорович
Віктор Федорович Сугак (22 лютого 1949; Підгородне, Бахчисарайський район) — радянський футболіст, який виступав на позиції захисника. Відомий за виступами за сімферопольську «Таврію», у складі якої зіграв понад 130 матчів у другій групі класу «А»,другій та першій лізі чемпіонату СРСР, а також у Кубку СРСР. По завершенні ігрової кар'єри — український футбольний тренер.

## Клубна кар'єра
Віктор Сугак народився у селі Підгородне Бахчисарайського району, яке пізніше стало частиною міста Бахчисарай. Розпочав займатися футболом у бахчисарайській ДЮСШ, у 1965 році грав у аматорській команді «Цементник» з Бахчисарая. У 1966 році Сугак став гравцем команди класу «Б» «Чайка» з Севастополя, а вже наступного року отримав запрошення до команди вищої ліги СРСР «Торпедо» (Москва), утім грав у ній лише в дублюючому складі. На початку 1968 року він одночасно з низкою досвідчених футболістів Віктором Суковіциним, Анатолієм Кваніним та Антоном Востровим став гравцем команди другої групи класу «А» «Таврія» з Сімферополя. З наступного сезону Віктор Сугак став одним із основних гравців захисту сімферопольської команди, й у складі команди став срібним призером першості УРСР 1970 року. До початку сезону 1971 року Сугак грав у складі «Таврії», провівши в її складі 79 матчів, і під час сезону 1971 року перейшов до складу команди другої ліги «Авангард» із Севастополя. У 1974 році Сугак проходив військову службу в команді «Зірка» з Тирасполя. У 1975 році Віктор Сугак повернувся до «Таврії», яка на той час вже грала в першій лізі, грав у її складі до початку 1977 року. У 1977 році став гравцем друголігової севастопольської «Атлантики», в якій грав до кінця 1978 року. у 1979 році знову повернувся до складу «Таврії», проте цього разу зіграв у її складі лише 5 матчів, які стали для нього останніми у формі сімферопольської команди. Всього у складі «Таврії» Віктор Сугак зіграв 129 матчів у чемпіонаті СРСР, ще 10 матчів він зіграв у Кубку СРСР. У 1980 році Сугак грав у команді другої ліги «Океан» з Керчі, після чого завершив виступи на футбольних полях. Після завершення виступів на футбольних полях Віктор Сугак працював тренером у ДЮСШ у Севастополі, був головним тренером аматорської команди «Хвиля» з Андріївки, тренером севастопольських команд «Чайка» і «Компасс», а також був арбітром матчів першої української ліги, української другої ліги та Кубку України.